# Sindrang
Sindrang (nepalski: सिन्द्राङ) – gaun wikas samiti we wschodniej części Nepalu w strefie Kośi w dystrykcie Bhojpur. Według nepalskiego spisu powszechnego z 2001 roku liczył on 625 gospodarstw domowych i 3111 mieszkańców (1647 kobiet i 1464 mężczyzn).